# Gontran de Poncins
Jean-Pierre Gontrand de Montaigne de Poncins, connu sous le nom de Gontran de Poncins (19 août 1900 - 1er septembre 1962), est un aventurier, journaliste et écrivain français.
Il passa son enfance dans la propriété familiale, en Forez. En 1918, il renonça aux études militaires pour s'engager comme simple soldat. Après une formation à la peinture aux Beaux-Arts de Paris et un passage dans l'industrie textile, il devint journaliste indépendant et fit publier les récits de ses voyages à travers le monde. En 1938, il partit dans le Grand Nord canadien pour un séjour d'une année parmi les Inuits Netsilik. Il en rapporta la matière de Kablouna, dont la première édition, en anglais, fut publiée aux États-Unis en 1941, et qui s'est vendu à environ deux millions d'exemplaires. La Seconde Guerre mondiale le conduisit à s'enrôler dans l'armée américaine comme officier parachutiste. La paix revenue, il reprit ses voyages, notamment en Chine et au Viêt Nam du Sud, avant de rentrer en France. Il vécut ses dernières années retiré en Provence.

## Biographie
Né le 19 août 1900 à Civens, le jeune Jean-Pierre Gontrand, fils de Bernard de Montaigne et de son épouse née Marie d'Orléans, grandit dans le château paternel de Feurs, en Forez. Sa famille le destine, conformément aux habitudes de son milieu, à une carrière dans l'armée, le clergé ou la diplomatie. Formé par l'enseignement que des précepteurs religieux lui dispensent à domicile jusqu'à l'âge de quatorze ans,, il est aussi influencé par l'exemple de son oncle Edmond, grand voyageur qui parcourut notamment l'Abyssinie et le Pamir.
À 18 ans, il renonce à entrer à Saint-Cyr pour s'enrôler comme simple soldat, (au scandale de sa famille, selon le témoignage ultérieur de sa veuve). La Première Guerre mondiale s'étant achevée avant qu'il puisse s'engager, il sert dans la mission française auprès des forces américaines d'occupation en Rhénanie. Parlant plusieurs langues, il y fait fonction d'interprète.
Le jeune homme se prend d'un intérêt grandissant pour la psychologie et, selon ses termes, pour la recherche de ce qui aide les gens à trouver leur chemin dans la vie. Démobilisé, il s'inscrit aux Beaux-Arts de Paris, dans la section peinture, où il reste six années. Il fait ensuite une courte carrière dans une entreprise de soieries italienne, dont il devient le responsable londonien.
À 30 ans, fatigué, ennuyé, désenchanté et rejeté par le monde des affaires, il se lance à travers le globe dans des voyages dont il se fait le journaliste,, vendant le récit de ses expériences aux quotidiens et aux magazines. Une fascination qui a été rapprochée de celle de Michel de Montaigne le pousse vers les contrées exotiques. D'abord pêcheur à bord d'un chalutier espagnol le long des côtes d'Afrique, puis reporter dans les mers du Sud, bailleur de fonds d'une expédition lancée sur la piste de La Pérouse à Vanikoro, embarqué dans les périples d'un bootlegger à travers les Caraïbes, ou encore en Inde, en Chine, il porte une attention croissante aux sociétés traditionnelles qu'il découvre à l'occasion de ses escales, en Nouvelle-Calédonie, à Bora-Bora, aux Nouvelles-Hébrides ou dans l'archipel de San Blas.
En 1938, parrainé par la Société de géographie et le musée de l'Homme, il se rend dans le Grand Nord canadien pour y étudier « la vie des Esquimaux [et] rapporter leurs outils les plus anciens »,. Le projet est de partir seul, sans assistance ni itinéraire préétabli, pour partager, le temps d'un hivernage, le mode de vie des Inuits Netsilik, remis en cause depuis une trentaine d'années sous l'influence des missionnaires et des marchands de fourrures. De Coppermine (aujourd'hui Kugluktuk), il gagne Gjoa Haven, sur l'île du Roi-Guillaume. À partir de cette base, pendant plusieurs mois, il parcourt la région, à pied ou en traîneau à chiens, accompagnant les mouvements saisonniers des Inuits d'un camp de chasse à l'autre, poussant vers l'est jusqu'aux confins de Pelly Bay (Kugaaruk). Un an après son arrivée dans l'Arctique, il en repart pour Vancouver, qu'il rejoint après 57 jours à travers l'océan Arctique, par le détroit de Béring et les îles Aléoutiennes.
De son année de séjour parmi les Inuits, il rapporte 1 200 pages d'observations et de notes quotidiennes, en français et en anglais. Mis en forme par un éditeur du groupe de presse Time, Lewis Galantière, le texte est sélectionné par le Book of the Month Club (en). Kabloona, publié en 1941 — sa traduction en français, Kablouna, est éditée six ans plus tard —, est considéré immédiatement comme un chef-d’œuvre de la littérature polaire,, ou même tout simplement comme un « chef-d'œuvre littéraire », selon les termes de la Saturday Review (en). Promu avec succès par le groupe Time auprès du grand public américain, il se vend à quelque deux millions d'exemplaires,. Par la suite, paraissent encore Esquimaux (1946), ouvrage de photographies, et Par le détroit de Béring (1953), récit du périple final jusqu'à Vancouver.
En avril 1940, Gontran de Poncins est revenu dans une France en guerre. Peu soucieux de « jouer aux dés sur la ligne Maginot », il gagne les États-Unis, s'y fait engager comme officier parachutiste et participe à la campagne du Pacifique. Une fracture de la jambe à cause d'un mauvais saut le fait affecter à une unité d'entrainement pour le reste du conflit.
Après la guerre, ayant retrouvé son domaine pillé, il repart au loin, à la recherche de quelques-uns des plus célèbres explorateurs de son temps dont, en Chine, Teilhard de Chardin. En 1955, il s'installe à l'hôtel Sun Wah de Cholon, au Viêt Nam du Sud, où il tient un journal illustré publié deux ans plus tard sous le titre Une Ville chinoise.
De retour de son dernier voyage en Chine, il retrouve ses parents, peu de temps avant qu'ils ne meurent dans leur château. Ayant accepté le règlement de la succession au moyen d'un arrangement financier qui tourne mal, il prend ses distances avec son milieu et ses relations d'enfance. C'est à cette époque qu'il rencontre Gilberte Therizol. Ils se marient et s'installent à Cotignac, dans la région d'origine de son épouse . Il y écrit son dernier livre, Le Matin de l'Homme, publié six mois après sa mort survenue à Feurs, le 1er septembre 1962.

## Œuvres principales
- Kablouna, 1941 en anglais, 1947 en français. Réédition : Gontran de Poncins, Kablouna, Arles, Actes Sud, coll. « Terres d'aventure », 1991, 308 p. (ISBN 2-86869-719-4 et 9782868697196).
- D'une ville chinoise (titre original), 1958. Réédition : Gontran de Poncins, Une Ville chinoise, Arles, Actes Sud, coll. « Terres d'aventure », 1993, 192 p. (ISBN 9782742701667).
- (en) Gontran de Poncins (trad. Bernard Frechtman), From a Chinese City, Trackless Sands, 1991, 262 p. (ISBN 978-1-879434-01-1) (première édition en 1957).

## Pour approfondir